# Madhuca stylosa
Madhuca stylosa är en tvåhjärtbladig växtart som beskrevs av Herman Johannes Lam. Madhuca stylosa ingår i släktet Madhuca och familjen Sapotaceae. Inga underarter finns listade i Catalogue of Life.